# Chroogomphus helveticus
Gomphide helvétique
Espèce
Le Gomphide helvétique (Chroogomphus helveticus) est un champignon basidiomycète de la famille de Gomphidiaceae. 
Il est jaune ou orange et se teinte de rouge brique au moindre contact. C'est une espèce européenne d'altitude assez rare que l'on rencontre dans les Alpes, les Carpates et les zones montagneuses des Balkans. Il pousse sous les conifères et parasite parfois d'autres champignons qui partagent le même milieu. Il est comestible, mais peu apprécié, et comme il peut être confondu avec certains cortinaires mortels, sa cueillette est plutôt déconseillée.

## Taxinomie
L'espèce est décrite pour la première fois en 1950 par le mycologue allemand Rolf Singer sous le nom de Gomphidius helveticus. En 1967, elle est transférée dans le genre Chroogomphus par Meinhard Michael Moser (en). En 2018, la phylogénie des huit espèces est revue, et Chroogomphus helveticus est classé dans un nouveau sous-genre, Siccigomphus.
Deux variétés ont été décrites : 
- Chroogomphus helveticus var. helveticus ;
- Chroogomphus helveticus var. tatrensis.

## Description

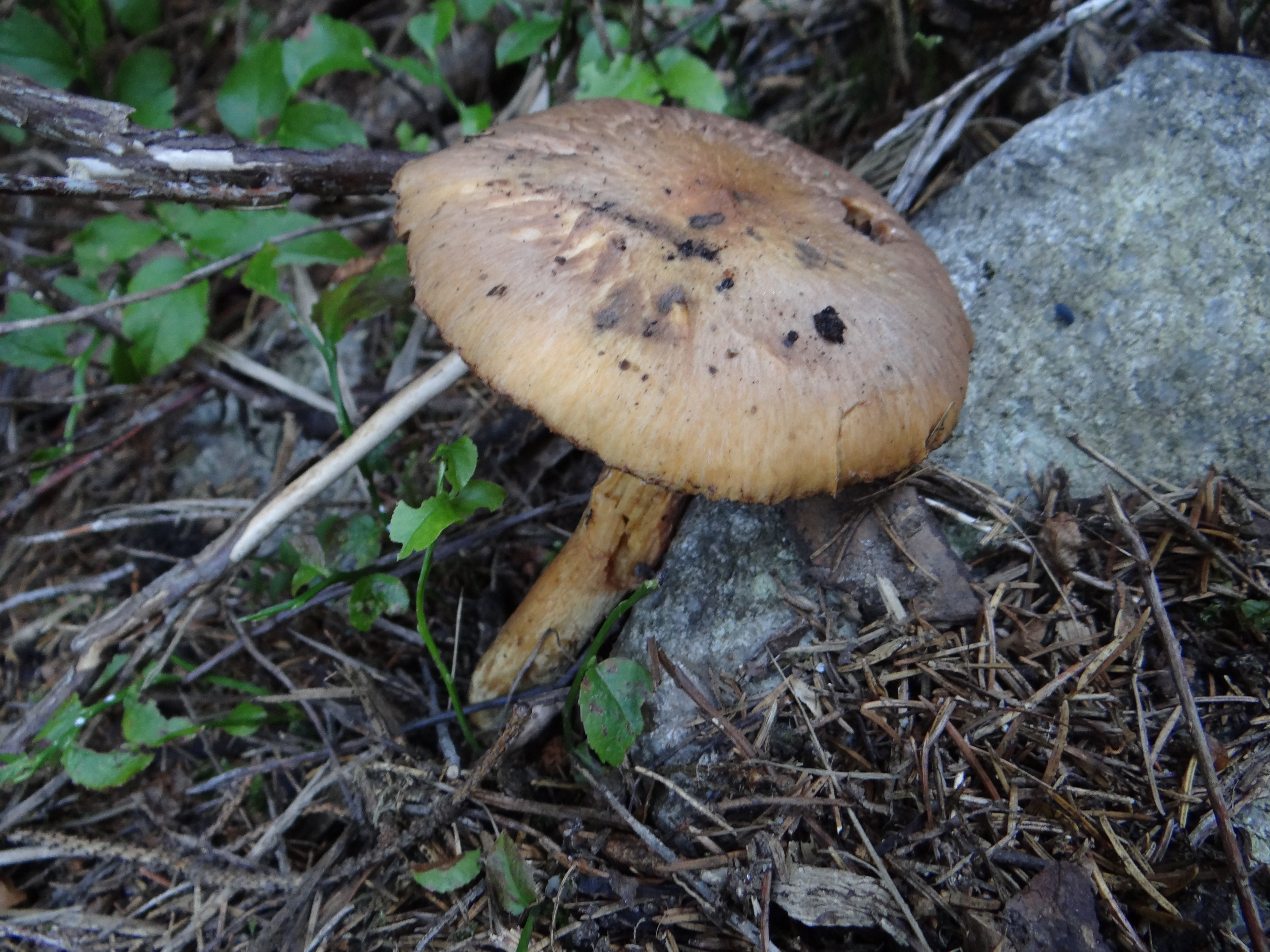
Un Gomphide helvétique (Chroogomphus helveticus).

Le chapeau est d'abord convexe puis plus ou moins aplati et mamelonné, et mesure entre 3 et 5 cm de diamètre. Sa surface est matte et sèche, finement feutrée à squamuleuse, bien que les écailles ne soient pas très visibles par temps humide ou chez les vieux spécimens. Elle est jaune à abricot, souvent teintée de rose ou de violet, et devient orange brique au toucher. La marge est aiguë et enroulée au début. Les lames sont épaisses et moyennement espacées, nettement décurrentes et facilement séparables. Elles sont d'abord subconcolores au chapeau, puis sont teintées de gris par les spores. Le stipe, de la même couleur, est souvent effilé à la base et mesure entre 3 et 6 cm de long. Il est fibrilleux, orné de restes vélaires filamenteux à l'apexet d'un mycélium jaune pâle ou rosâtre à la base. La chair est épaisse au centre du chapeau, ferme et fibreuse dans le pied, de couleur jaunâtre orangée. Sa saveur est douce et son odeur agréable et un peu fruitée.

### Espèces proches
Il ressemble beaucoup au Gomphide rutilant (Chroogomphus rutilus (en)) avec lequel on l'a longtemps confondu. Le genre comprend d'autres espèces assez proches, comme Chroogomphus tomentosus, pour l'instant inconnu en Europe, ou Chroogomphus mediterraneus, qui est plutôt méditerranéen. Il  existe aussi un risque de confusion avec les cortinaires mortels comme le Cortinaire de montagnes (Cortinarius orellanus).

## Écologie et distribution

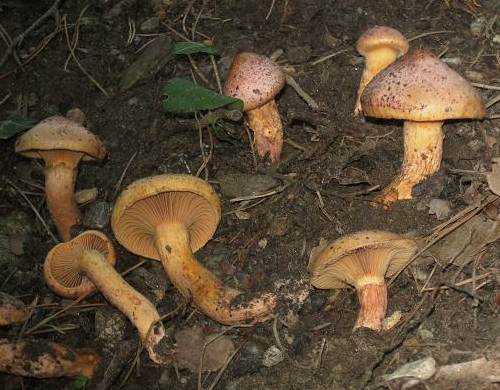
Spécimens de différents âges.

Le Gomphide helvétique est une espèce ectomycorhizienne qui pousse dans les forêts de conifères et mixtes. Il a été initialement décrit sous le pin des Alpes (Pinus cembra), puis également trouvé en symbiose avec l'épicéa (Picea abies) et le mélèze (Larix decidua). Il forme parfois des associations tripartites avec d'autres champignons de l'ordre des Boletales : avec Rhizopogon vulgaris (en) sous épicéa, et avec le Bolet de Sibérie (Suillus sibiricus) et le Bolet larmoyant (Suillus plorans) sous pin des Alpes. Ses hyphes forment alors des suçoirs (haustorium) qui s'insèrent dans les cellules de l'ectomycorhize pour en absorber l'eau et les nutriments.
C'est une espèce européenne qui apparaît surtout en altitude, dans les Alpes, les Carpates et les hautes montagnes des Balkans. Elle fructifie en automne, en septembre et octobre.

## Comestibilité
Le Gomphide helvétique est comestible, mais jugé sans valeur. Il aurait tendance à noircir les sauces à cause de sa sporée foncée. En Suisse, l'espèce fait partie de la liste des champignons admis comme champignons comestibles établie par ordonnance du Département fédéral de l'intérieur.